# リチャード・モーガン
リチャード・モーガン（Richard Kingsley Morgan、1965年9月24日 - ）はイギリスの小説家、SF作家。
タケシ・コヴァッチを主人公とするシリーズの『オルタード・カーボン』『ブロークン・エンジェル』『ウォークン・フュアリーズ』の3作が日本語に翻訳されている。現在はスペイン人の妻と共にグラスゴーに住む。

## 略歴
ケンブリッジ大学クイーンズ・カレッジにて歴史学を学び、卒業後14年間英語講師として働きながら世界各地を旅して回る。
ストラスクライド大学英語教育部講師を務めていたが、2002年処女作『オルタード・カーボン』を出版し、以後専業作家となる。アンチヒーローであるタケシ・コヴァッチを主人公とする、サイバーパンクとハードボイルド推理小説の要素を融合させたこの作品は、映画プロデューサーのジョエル・シルバーによりその映画化権を100万ドルで購入された。映画化は実現しなかったものの、2018年に動画配信サービスのネットフリックスによって、同社オリジナルのテレビドラマシリーズとして製作された。

## 作風
モーガンの作品に共通するテーマとして、ディストピアであり、総じてその作品には「社会は常にマジョリティによる搾取と抑圧ための構造であり、エリートに左右される政治的な力、公式または非公式の暴力、意図された無知と蒙昧によるシステムにより維持されている」という思想がある。
2007年に刊行されたBlack Manは、身体的束縛と、自身が何者であるか束縛を受け、さらにはそのことについて何も出来ることがないという事実についての本であり、これはコヴァッチ・シリーズでは死は回避可能なことであったため、扱うことが出来なかったテーマであるという。

## タケシ・コヴァッチ・シリーズ
モーガンの代表的なシリーズであり、27世紀の世界を舞台にし、日本人と東欧人の血を引くタケシ・コヴァッチを主人公とする。2018年からNetflixでドラマシリーズが配信されており、2020年2月27日にはシーズン2が配信された。また、2020年3月19日にはアニメ映画『オルタード・カーボン: リスリーブド』がやはりNetflixで配信された。

### 背景
27世紀、絶滅した高度な火星文明の遺物を利用し、人類はいくつかの惑星に植民している。光速限界のため惑星間航行には数十年の時間を要するが、大容量の通信は即時に行うことができる。人間の心はデジタル化できて脊髄上部のスタックと呼ばれる装置に保存され、クローン培養されたスリーブと呼ばれる肉体に転移することができる。これにより心だけを惑星間移動させてスリーブに移植することができ、また定期的に心のバックアップを取ることにより、死は回避することができる。だが熱烈なカトリック教徒や新啓示派と呼ばれる宗教集団は転生を拒否する。
社会はディストピアとして描かれる。暴力、種々のドラッグ、肉体改造技術などがあふれ、ギャングに対して警察力は限定的である。犯罪に対する刑としては心を保存したままスリーブへの転生を遅らせる保存刑が一般的である。貧富の格差は甚だしく、貧しいものは自分や家族のために新しいスリーブを購入することができない。一方で、老衰死を回避してきた人々はメトセラと呼ばれ、中には強大な財産と権力を保持するものもある。

### タケシ・コヴァッチ
日本の系列企業と東欧人によって植民された惑星"ハーランズ・ワールド"の出身であり、ギャングの一員を経て兵士となった。その後は、エリート兵士として特殊な訓練を受けたエンヴォイ(外交特例部隊)となり、多くの悪名と敵を作ったのち、除隊して犯罪者および傭兵となる。
エンヴォイは高度な戦闘能力のほか、様々な感情を制御することができ、新しいスリーブに転送されたのちも高い適応能力を持つよう訓練され、しばしば他の惑星世界に転送されて潜入軍事活動を行う。

### 『オルタード・カーボン』
タケシは外惑星の一つでガールフレンドのサラを殺され、保存刑を受けていたが、心を地球のベイ・シティ(27世紀のサンフランシスコ)に転送されて見知らぬスリーブの中で目覚める。億万長者のメトセラの死亡事件の謎を解くように転生したメトセラ自身に依頼され、予想外の陰謀に巻き込まれる。

### 『ブロークン・エンジェル』
『オルタード・カーボン』の30年後、タケシはサンクション第四惑星で傭兵となっている。内乱の中で、火星人の宇宙船遺物を見つけたと称する人物と知り合い、保有権を設定して企業に売却しようとする。戦死した兵士たちのスタックを買い集めてスリーブを与えて捜索隊を組織し、放射能に汚染された現場に向かうが、企業内の争いに巻き込まれる。

### 『ウォークン・フュアリーズ』
『ブロークン・エンジェル』の後、タケシは、ハーラン家が独裁政治体制を敷く故郷ハーランズ・ワールドに戻りギャングに加わっている。一人の仲間が実は300年前の革命指導者であることが分かり、ハーラン家に誘拐される。ハーラン家は200年前のタケシのコピーを使って現在のタケシを狙わせる。ハーランズ・ワールドの混乱を避けるためにエンヴォイ部隊が送り込まれ中、タケシは仲間を救い出し、ハーラン家の支配を終わらせる引き金を引く。

## 作品リスト

### タケシ・コヴァッチ・シリーズ
- オルタード・カーボン (Altered Carbon, 2002) - 2004年フィリップ・K・ディック賞受賞
- ブロークン・エンジェル (Broken Angels, 2003)
- ウォークン・フュアリーズ (Woken Furies, 2005) - シリーズ最終巻[5]

### A Land Fit For Heroes
- The Steel Remains (2008)
- The Cold Commands (2011)
- The Dark Defiles (2014)

### 他長編
- Market Forces (2004) - 元は脚本として書かれた短編であったが、前二長編の成功から長編として出版された、2005年ジョン・W・キャンベル記念賞、2007年イグノトゥス賞受賞
- Black Man[6] (2007) - 2008年アーサー・C・クラーク賞受賞

### グラフィックノベル
- Black Widow: Homecoming (2005)
- Black Widow: The Things They Say About Her (2006)
  - マーベル・コミック『マーベルナイツ』レーベルより刊行されたグラフィックノベル。イラストはビル・シンケビッチ (en:Bill Sienkiewicz)が担当。

### ビデオゲーム
- Crysis 2

### インタビュー
- 特別対談 リチャード・モーガン×田口俊樹
- Science Fiction Weekly interview
- JIVE Magazine interview
- InfinityPlus interview
- Morgan Week interviews and reviews
- An interview for the Italian fans
- Interview Clarkesworld Magazine 2008-9
- Interview on the SciFiDimensions Podcast